# Antarctoperla
Genre
Antarctoperla est un genre d'insectes plécoptères de la famille des Gripopterygidae.

## Distribution
Les espèces de ce genre se rencontrent au Chili et en Argentine.

## Liste des genres
Selon Plecoptera Species File :
- Antarctoperla altera Zwick, 1973
- Antarctoperla michaelseni (Klapálek, 1904)

## Publication originale
- Enderlein, G. 1905 : Die Plecopteren Feuerlands. Zoologischer Anzeiger, vol. 28, n. 26, p. 809-815 (texte intégral).